# Aquarius (álbum)
Aquarius es el segundo álbum de estudio del grupo eurodance y rock danés Aqua. Fue lanzado al mercado el 21 de marzo de 2000 por el sello MCA.

## Recepción
El álbum debutó en el #82 en los Estados Unidos y pasó 6 semanas en total en el Billboard 200. Esta es una caída significativa con respecto a su anterior álbum, Aquarium, que alcanzó el #7 y pasó 50 semanas en total en el gráfico. 
El tema principal, Cartoon Heroes, alcanzó el puesto #7 en el Reino Unido en febrero de 2000 y recibió 10 posiciones a nivel mundial a excepción de los Estados Unidos, donde no logró éxitos en el Billboard Hot 100. 
El segundo sencillo, Around The World, alcanzó el puesto #26 en el Reino Unido y fue la última en la mayoría de los territorios antes de que la banda se separara en 2001. 
Escandinavia y otros países europeos, vieron la liberación de otros sencillos, como Bumble Bees y We Belong to the Sea a finales de 2000, ambos recibiendo sólo un éxito moderado. 
En 2009, Greatest Hits, un álbum nuevo, que incluye grandes éxitos y nuevas canciones, marca el regreso a la música como banda después de su separación de 8 años.

## Lista de canciones
1. «Cartoon Heroes» (Versión para Radio) – 3:38
2. «Around the World» – 3:28
3. «Freaky Friday» – 3:45
4. «We Belong to the Sea» – 4:18
5. «An Apple a Day» – 3:37
6. «Halloween» – 3:49
7. «Good Guys» – 3:58
8. «Back from Mars» – 4:03
9. «Aquarius» – 4:21
10. «Cuba Libre» – 3:36
11. «Bumble Bees» – 3:52
12. «Goodbye to the Circus» – 3:59